# في مكان ما في فرنسا
مكان ما في فرنسا هو فيلم صامت درامي أنتج عام 1916، ويتناول الحرب والتجسس. الفيلم من بطولة لويز غلوم وهوارد هيكمان.
أخرج الفيلم تشارلز غيبلن وأنتجه المنتج توماس هاربر إينس، كتب ج.ج. هاوكس سيناريو الفيلم اقتباساً عن رواية تحمل نفس العنوان "مكان ما في فرنسا" من تأليف ريتشارد هاردينغ ديفيس

## الحبكة
ماري شومونتيل كانت امرأة فرنسية، (التي لَعِبَت دورها جلوم)، جاسوسة للألمان خلال الحرب العالمية الأولى. تمكنت من جذب انتباه ضباط القيادة العليا الفرنسية، واستطاعت جمع أسرار الدولة وبعدها تقوم بالتخلص منهم.
شومونتيل كانت عشيقة الكابتن هنري رافينياك (الذي يلعب دوره ستورم). تسرق منه بعض الأوراق وتعطيها للألمان ثم تهرب إلى برلين. تمت محاكمته وأدين بالإهمال. ثم انتحر. وتعهد شقيقه الملازم تشارلز رافينياك (الذي يلعب دوره هيكمان) بالانتقام من شومونتيل. حيث تظاهر بأنه جاسوس، وذهب للعمل لدى الألمان حتى أصبح سائقها ومتظاهراً بالعمل معها.